# Nasal vokal
En nasal vokal är en vokal som produceras genom att gomseglet öppnas, så att luften passerar både genom näsan och genom munnen. Den andra typen av vokal är den orala vokalen, dvs. den "vanliga" vokalen utan nasalisering. Lägg märke till att när man ser till luftströmmens väg, går den i båda fallen genom munnen, men i fallet nasal även genom näsan; nasala vokaler kallas därför ibland naso-orala.
I de flesta språk färgas en vokal som förekommer omedelbart före eller efter en nasal konsonant så att även vokalen i någon utsträckning blir nasal, även om detta inte normalt uppmärksammas av talaren själv. Så är fallet även i svenskan, när en vokal före "n", "m" eller "ng" får en nasal kvalitet som är tydligt urskiljbar vid en fonetisk analys. Det finns dock ingen fonemisk skillnad i svenskan mellan nasala och orala vokaler.
I exempelvis portugisiskan och franskan är däremot nasala vokaler betydelseskiljande. I de franska orden beau /bo/ "vacker" och bon /bõ/ "god" skiljer sig uttalet huvudsakligen genom att det senare ordets vokal är den nasala varianten av vokalen i det förra ordet.

## Nasaler i svenskan och älvdalskan
I rikssvenskan används inga fonemiska nasala vokaler, däremot finns det nasala konsonanter. I älvdalskan finns däremot sådana, exempelvis i ordet för "gås", /gɔ̃ːs/. Det förekommer även i lokala svenska dialekter som östgötska och gotländska. Vissa dialekter är allmänt nasalare utan någon fonemisk innebörd.

## Ortografi
I språk som skrivs med det latinska alfabetet kan en nasal vokal indikeras av ett följande n eller m (som inte uttalas självt), såsom är fallet i de ovannämnda språken portugisiska och franska; andra sätt är att utnyttja diakritiska tecken. Portugisiskan använder även tilde, tecknet ~, på ã, õ. I polskan och navajo, och likaså i skriven älvdalska, används en "krok" under bokstaven, kallad ogonek, som i ą, ę. I katalanskan visas inte nasaliseringen alltid i skrift; den grava accenten exempelvis i ordet català [katalã] (dvs. "katalanska") är bara ett betoningstecken.
I det internationella fonetiska alfabetet, IPA, markeras nasala vokaler med en tilde över symbolen för den underliggande vokalen (som i det portugisiska skriftspråket).

## Exempelspråk
Språk som använder fonemiska nasala vokaler är bl.a.:
- Albanska
- Bretonska
- Bengali
- Choctaw
- Franska
- Fukienesiska
- Guaraní
- Gujarati
- Haitisk kreol
- Katalanska
- Mandarin (棒兒、蜂兒)
- Marathi
- Navajo
- Nepalesiska
- Polska (i de flesta dialekter)
- Portugisiska
- Punjabi
- Telugu
- Urdu
- Yorùbá
- Älvdalska